# (3884) Alferov
(3884) Alferov (1977 EM1) – planetoida z pasa głównego asteroid okrążająca Słońce w ciągu 5,49 lat w średniej odległości 3,11 j.a. Odkrył ją Nikołaj Czernych 13 marca 1977 roku.